# Natação nos Jogos Pan-Americanos de 2015 - 200 m livre masculino
As competições dos 200 metros livre masculino da natação nos Jogos Pan-Americanos de 2015 foram realizadas em 15 de julho no Centro Aquático CIBC Pan e Parapan-Americano, em Toronto.

## Calendário
Horário local (UTC-4).
| Data        | Horário | Fase          |
| ----------- | ------- | ------------- |
| 15 de julho | 10:20   | Eliminatórias |
| 15 de julho | 19:17   | Final B       |
| 15 de julho | 19:23   | Final A       |

## Medalhistas
| Ouro   | BRA João de Lucca    |
| Prata  | ARG Federico Grabich |
| Bronze | USA Michael Weiss    |

## Recordes
Antes desta competição, os recordes mundiais e olímpicos da prova eram os seguintes:
| Tipo                             | Atleta              | Tempo   | Local       | Data                  |
| -------------------------------- | ------------------- | ------- | ----------- | --------------------- |
|                                  | GER Paul Biedermann | 1m42s00 | Roma        | 28 de julho de 2009   |
| Recorde dos Jogos Pan-Americanos | CAY Brett Fraser    | 1m47s18 | Guadalajara | 18 de outubro de 2011 |

## Resultados

### Eliminatórias
Os oito melhores tempos se classificaram para a final A, onde são disputadas as medalhas, e os oito tempos seguintes para a final B.
| Pos. | Bateria | Raia | Nadador             | País                  | Tempo   | Obs. |
| ---- | ------- | ---- | ------------------- | --------------------- | ------- | ---- |
| 1    | 2       | 3    | Cristian Quintero   | VEN Venezuela         | 1:48.42 | QA   |
| 2    | 3       | 5    | Michael Weiss       | USA Estados Unidos    | 1:48.55 | QA   |
| 3    | 1       | 4    | Federico Grabich    | ARG Argentina         | 1:48.61 | QA   |
| 4    | 1       | 5    | Michael Klueh       | USA Estados Unidos    | 1:48.67 | QA   |
| 5    | 2       | 4    | Jeremy Bagshaw      | CAN Canadá            | 1:48.76 | QA   |
| 6    | 2       | 5    | João de Lucca       | BRA Brasil            | 1:48.78 | QA   |
| 7    | 3       | 4    | Nicolas Oliveira    | BRA Brasil            | 1:49.51 | QA   |
| 8    | 3       | 3    | Benjamin Hockin     | PAR Paraguai          | 1:49.59 | QA   |
| 9    | 2       | 6    | Marcos Lavado       | VEN Venezuela         | 1:49.91 | QB   |
| 10   | 3       | 2    | Luis Campos         | MEX México            | 1:50.24 | QB   |
| 11   | 1       | 3    | Alec Page           | CAN Canadá            | 1:50.34 | QB   |
| 12   | 2       | 2    | Mateo de Angulo     | COL Colômbia          | 1:50.50 | QB   |
| 13   | 3       | 7    | Tomas Peribonio     | ECU Equador           | 1:51.61 | QB   |
| 14   | 1       | 2    | Marcelo Acosta      | ESA El Salvador       | 1:51.77 | QB   |
| 15   | 1       | 7    | Luis Martínez       | GUA Guatemala         | 1:51.79 | QB   |
| 16   | 3       | 6    | Guido Buscaglia     | ARG Argentina         | 1:52.95 | QB   |
| 17   | 2       | 7    | Alex Sobers         | BAR Barbados          | 1:53.11 |      |
| 18   | 1       | 6    | Long Yuan Gutierrez | MEX México            | 1:54.46 |      |
| 19   | 3       | 1    | Noah Mascoll-Gomes  | ANT Antígua e Barbuda | 1:55.56 |      |
| 20   | 2       | 1    | Miguel Mena         | NIC Nicarágua         | 2:58.51 |      |
| 21   | 1       | 1    | Omar Adams          | GUY Guiana            | 2:15.58 |      |

### Final B
| Pos. | Raia | Nadador         | País            | Tempo   | Obs. |
| ---- | ---- | --------------- | --------------- | ------- | ---- |
| 9    | 3    | Alec Page       | CAN Canadá      | 1:49.86 |      |
| 10   | 6    | Mateo de Angulo | COL Colômbia    | 1:50.01 |      |
| 11   | 7    | Marcelo Acosta  | ESA El Salvador | 1:50.95 |      |
| 12   | 2    | Tomas Peribonio | ECU Equador     | 1:50.98 |      |
| 13   | 4    | Marcos Lavado   | VEN Venezuela   | 1:51.08 |      |
| 14   | 5    | Luis Campos     | MEX México      | 1:51.37 |      |
| 15   | 8    | Alex Sobers     | BAR Barbados    | 1:53.16 |      |
| 16   | 1    | Luis Martínez   | GUA Guatemala   | 1:53.39 |      |

### Final A
| Pos.              | Raia | Nadador           | País               | Tempo   | Obs.                                                     |
| ----------------- | ---- | ----------------- | ------------------ | ------- | -------------------------------------------------------- |
| Medalha de ouro   | 7    | João de Lucca     | BRA Brasil         | 1:46.42 | Recorde dos Jogos Pan-Americanos · Recorde sul-americano |
| Medalha de prata  | 3    | Federico Grabich  | ARG Argentina      | 1:47.62 | Recorde nacional                                         |
| Medalha de bronze | 5    | Michael Weiss     | USA Estados Unidos | 1:47.63 |                                                          |
| 4                 | 6    | Michael Klueh     | USA Estados Unidos | 1:47.73 |                                                          |
| 5                 | 1    | Nicolas Oliveira  | BRA Brasil         | 1:47.81 |                                                          |
| 6                 | 4    | Cristian Quintero | VEN Venezuela      | 1:47.88 | Recorde nacional                                         |
| 7                 | 2    | Jeremy Bagshaw    | CAN Canadá         | 1:47.92 |                                                          |
| 8                 | 8    | Benjamin Hockin   | PAR Paraguai       | 1:50.03 |                                                          |

Legenda
| Recorde mundial                  | Recorde mundial (World record)               |                       | Recorde africano                      | Recorde africano (African) |                                           | Q | Classificado por posição (Qualified) |
| Recorde dos Jogos Pan-Americanos | Recorde pan-americano (Pan-American record)  | Recorde da América    | Recorde da América (Americas)         | q                          | Classificado por melhor tempo (Qualified) |   |                                      |
| Melhor marca do ano              | Melhor marca do ano (World leading)          | Recorde asiático      | Recorde asiático (Asian)              | DNS                        | Não largou (Did not start)                |   |                                      |
| Recorde nacional                 | Recorde nacional (National record)           | Recorde europeu       | Recorde europeu (European)            | DNF                        | Não terminou (Did not finish)             |   |                                      |
| Recorde pessoal                  | Recorde pessoal do atleta (Personal best)    | Recorde da Oceania    | Recorde da Oceania (Oceania)          | DSQ / DQ                   | Desclassificado (Disqualified)            |   |                                      |
| Recorde da temporada             | Recorde da temporada do atleta (Season best) | Recorde sul-americano | Recorde sul-americano (South America) | NM                         | Sem marca (No mark)                       |   |                                      |